# 福島県道294号三穂田須賀川線
福島県道294号三穂田須賀川線（ふくしまけんどう294ごう みほたすかがわせん）は、福島県郡山市から須賀川市に至る一般県道である。

## 路線概要
- 起点：郡山市三穂田町富岡字山寺
- 終点：須賀川市大字吉美根字土橋
- 総延長：10.978km[1]
  - 実延長：10.965km
- 路線認定年月日：1959年8月31日[2]

### 道路施設
腰巻橋
- 全長：20.5m
- 幅員：8.8m
- 竣工：1986年[3]

郡山市三穂田町富岡字首尾内から字腰巻に至り、一級水系阿武隈川水系笹原川を渡る。上下対向2車線で供用され、歩道は設置されていない。
一夜舘橋
- 全長：54.4m
  - 主径間：26.3m
- 幅員：7.5（10.0）m
- 形式：単純PCポステンT桁橋
- 竣工：1985年

須賀川市仁井田にて一級水系阿武隈川水系滑川を渡る。1958年に架けられたRCT桁橋である旧橋梁の老朽化が激しいため、滑川の河川改良事業に合わせ1983年度地方道橋梁整備事業として架替が行われた。総事業費は1億9120万円。
岩根橋
- 全長：20.8m
- 幅員：7.5m
- 竣工：1974年[3]

須賀川市越久字舘、字舘ノ前から字桜川、字四升蒔に至り、一級水系阿武隈川水系岩根川を渡る。上下対向2車線で供用され、歩道は設置されていない。

## 路線状況

### 利用状況
交通量
| 地点             | 平日12時間        | 平日24時間        |
| 地点             | 2005年度⇒2010年度 | 2005年度⇒2010年度 |
| 須賀川市越久字舘 | 4,632台⇒5,165台   | 5,744台⇒6,315台   |

## 沿革
- 2018年5月29日 - 仁井田集落中心部を通る現道が県道指定から外れ市に移管される。またこれにより県道指定が新道部分に一本化されることで県道109号との重用区間が解消された[6]

## 通過する自治体
- 郡山市 － 須賀川市

## 交差する道路
- 郡山市内
  - 福島県道29号長沼喜久田線・福島県道47号郡山長沼線（三穂田町富岡字山寺 起点）
  - 福島県道55号郡山矢吹線（三穂田町野田字前田）
- 須賀川市内
  - 福島県道109号安積長沼線（仁井田字鹿島腰）
  - 福島県道67号中野須賀川線（吉美根字土橋 終点）

## 沿線
- 七ツ池
- 村社神明神社
- 須賀川市立西袋中学校